# Ospedale di Sant'Andrea dei Purgatori
L'ospedale di Sant'Andrea dei Purgatori era un'istituzione assistenziale di Firenze, situata in borgo La Croce.

## Storia e descrizione
La Compagnia di Sant'Andrea dei Purgatori e Cardatori, come molte confraternite "professionali" fiorentine, gestiva un piccolo ospizio per i propri confratelli malati e impossibilitati a lavorare per infortuni o anzianità. La fondazione dell'ospedale risale forse al Trecento, anteriore alla compagnia stessa, che lo dovette rilevare alla sua istituzione nel 1451 (negli statuti si parla di uno "spedale vecchio postro dentro non molto lontano alla Porta alla Croce della città di Firenze". La sua origine doveva quindi essere legata all'accoglienza dei pellegrini che percorrevano la via Aretina ed entravano in città da quella porta, come il vicino spedale di San Niccolò degli Aliotti, sull'altro lato della strada.
Purgatori e cardatori erano umili lavoratori della filiera laniera, iscritti all'Arte della Lana ma riunitisi nella confraternita più specificatamente loro per scopi devozionali e di mutua assistenza. In particolare i purgatori si occupavano di liberare dalle impurità i velli appena tosati o i pannilana grezzi e i cardatori pettinavano i velli coi cardi prima della filatura e che radevano i tessuti finali per renderli lucenti. L'iscrizione alla confraternita era obbligatoria per esercitare il mestiere, per uomini e donne, con l'esclusione solo degli apprendisti. 
Occasionalmente i confratelli potevano deliberare di ospitare anche alcuni ammalati e poveri esterni. 
Non è documentata la soppressione dell'ospedale, ma molto probabilmente, dopo la soppressione della Compagnia di Sant'Andrea nel 1785, esso venne incamerato entro il 1780 dalla Compagnia del Bigallo, al pari di tutti gli altri ospedali minori della città o da un altro ospedale maggiore cittadino, quali Santa Maria Nuova o l'ospedale Bonifacio e poi trasformato in civile abitazione.
Sull'identificazione dell'edificio dell'ospedale con il n. 11 di Borgo la Croce, riportata in testi come i repertori Bargellini-Guarnieri o Artusi-Patruno, c'è forse l'equivoco dell'identificazione dello stemma sulla facciata di quell'edificio, riferito correttamente alla Compagnia dei Battilani nel 2021. Inoltre tale edificio è una semplice e stretta casa medievale, come visibile anche in pianta, dove non c'è lo spazio materiale per una corsia ospedaliera, per un oratorio, per l'abitazione dello spedalingo e per le riunioni dei confratelli, né dotata di strutture essenziali quali un cortile o almeno un orto. Alla luce di queste considerazioni, l'ospedale sarebbe potuto trovarsi più a ridosso della porta, dove poi venne costruito il teatro Alhambra o in uno degli edifici più estesi sul lato nord della strada, come il n. 21, che reca uno stemma dell'ospedale Bonifacio (pure tradizionalmente malinterpretato come dell'Arte della Lana).
In ogni caso è documentato che per la chiesa della Compagnia di Sant'Andrea dei Purgatori e Cardatori Giuseppe Moriani dipinse nel 1715 un Martirio di sant'Andrea, da identificarsi forse con quello oggi nella chiesa del Conservatorio delle Mantellate.